# Titularbistum Dagnum
Dagnum (ital.: Dagno) ist ein Titularbistum der römisch-katholischen Kirche.
Es geht zurück auf ein historisches Bistum in der römischen Provinz Dalmazia Superiore heute Dalmatien. Es gehörte zur Kirchenprovinz Doclea.
| Titularbischöfe von Dagnum |                                  |                                          |                   |                    |
| Nr.                        | Name                             | Amt                                      | von               | bis                |
| 1                          | Luis Andrade Valderrama OFM      | Weihbischof in Bogota (Kolumbien)        | 3. März 1939      | 16. Juni 1944      |
| 2                          | Bernhard Stein                   | Weihbischof in Trier (Deutschland)       | 2. September 1944 | 13. April 1967     |
| 3                          | Czesław Domin                    | Weihbischof in Kattowitz (Polen)         | 6. Juni 1970      | 1. Februar 1992    |
| 4                          | Stefan Siczek                    | Weihbischof in Radom (Polen)             | 25. März 1992     | 31. Juli 2012      |
| 5                          | Ángel Francisco Caraballo Fermín | Weihbischof in Maracaibo (Venezuela)     | 30. November 2012 | 29. Januar 2019    |
| 6                          | Américo Manuel Alves Aguiar      | Weihbischof in Lissabon (Portugal)       | 1. März 2019      | 21. September 2023 |
| 7                          | Onécimo Alberton                 | Weihbischof in Florianópolis (Brasilien) | 1. November 2023  |                    |

## Weblink
- Eintrag zu Dagnum auf catholic-hierarchy.org